# Mandíbula
La mandíbula (antiguamente denominada también maxilar inferior) es un hueso impar, plano, central y simétrico, en forma de herradura, situado en la parte anterior e inferior de la cara. Durante el desarrollo está compuesta por dos mitades, una de cada lado, llamadas hemimandíbulas. En los seres humanos, las hemimandíbulas se encuentran completamente fusionadas alrededor de los cinco años de edad, pero en muchos mamíferos permanecen independientes toda la vida.
La cirugía oral y maxilofacial, especialidad de medicina, es la encargada de estudiar su anatomía, así como su estructura y los procesos patológicos que allí pueden asentar.
Presenta para su estudio una parte media o cuerpo y dos extremos laterales o ramas ascendentes, situadas a ambos lados del cuerpo. Es el hueso más denso y prominente de la cara.

## Cuerpo
Tiene forma de herradura cuya concavidad está dirigida hacia atrás. Presenta para su estudio dos caras (anterior y posterior) y dos bordes (superior e inferior):
Cara anterior
En el plano sagital medio y visible solo desde su cara anterior se encuentra la sínfisis mentoniana, que no es más que un vestigio de la unión ósea. A lo largo de esta línea hay varias crestas de osificación que forman una eminencia piramidal denominada eminencia mentoniana. Desde esta eminencia y a ambos lados, se desprende una línea saliente denominada línea oblicua externa, la cual cruza diagonalmente la cara anterior del hueso y va a terminar al borde anterior de la rama. En esta línea se insertan los músculos triangular de los labios, cuadrado de la barba y algunas veces el cutáneo del cuello. A la altura del ápice del segundo premolar se encuentra el orificio mentoniano, el cual es atravesado por el paquete vasculonervioso mentoniano.
Cara posterior
En la cara posterior, a ambos lados del plano medio sagital del cuerpo, se encuentran unas rugosidades denominadas apófisis geni. Dos apófisis geni superiores y dos inferiores, dando las superiores inserción al músculo geniogloso y las inferiores al músculo genihioideo. Al igual que en la cara externa, aquí se encuentra otra línea que atraviesa la cara interna del cuerpo diagonalmente en busca del borde anterior de la rama: la línea oblicua interna o milohioidea, en la cual se inserta el músculo milohioideo. Por arriba de la línea oblicua interna y a cada lado de las apófisis geni se encuentra una depresión más palpable que visible denominada fosita sublingual, en la cual se aloja la glándula sublingual. Por debajo de la línea milohioidea a nivel de los molares se encuentra otra depresión mucho más pronunciada denominada fosita submaxilar la cual brinda asentamiento a la glándula submaxilar.
Borde superior
El Borde superior, también denominado borde alveolar, recibe este nombre puesto que aquí es donde se encuentran los alvéolos dentarios en los cuales articulan las raíces de las piezas dentarias.
Borde inferior
El borde inferior, romo, presenta a cada lado del plano medio sagital dos pequeñas depresiones para la inserción de los vientres anteriores del músculo digástrico. No es raro encontrar en algunos casos, en el extremo posterior de este borde, la escotadura facial, producida por la actividad pulsátil de la arteria facial que por allí abandona el cuello para llegar al territorio de la cara.

## Ramas
Parten de las extremidades posteriores del cuerpo hacia la zona superior, formando un ángulo de unos 15°, denominado ángulo mandibular o gonion. Cada rama, en su parte superior, presenta dos estructuras óseas: una anterior denominada apófisis coronoides mandibular, que sirve de inserción para el músculo temporal y otra posterior denominada cóndilo  mandibular. Entre ambas se encuentra la escotadura sigmoides. El cóndilo en estado fresco se encuentra recubierto por fibrocartílago y se articula con la fosa mandibular (o cavidad glenoidea) del hueso temporal, constituyendo la articulación temporomandibular o ATM, situada por delante del conducto auditivo externo.
Para su estudio se dividen en 2 caras (externa e interna) y 4 bordes (superior, inferior, anterior y posterior):
Cara externa
Presenta numerosas rugosidades, sobre todo en su parte inferior que es donde se inserta el músculo masetero.
Cara interna
En la parte media de dicha cara, encontramos un orificio, que es el foramen mandibular u orificio de entrada al conducto dentario inferior, por donde ingresa al hueso el paquete vasculonervioso dentario inferior. Delante de este foramen encontramos una laminilla triangular llamada Espina de Spix, que es donde se inserta el ligamento esfenomandibular. De la parte inferior y posterior de esta cara encontramos un canal muy marcado denominado canal milohiodeo por donde recorren los nervios y vasos del mismo nombre. Igualmente encontramos en su parte inferior, diversas líneas de rugosidades donde se inserta el músculo pterigoideo interno.
Borde anterior
Oblicuo de arriba abajo, representa un canal cuyos dos bordes se separan uno del otro a medida que descienden y se continúan respectivamente a nivel del cuerpo del hueso con las líneas oblicuas externa e interna respectivamente.
Borde posterior
También denominado borde parotídeo (por su relación con la glándula parótida) tiene forma de S itálica, es redondeado y liso.
Borde inferior
Continua con el borde inferior de la rama, en la unión de este borde con el borde posterior constituye el ángulo de la mandíbula, importante para otros tipos de estudios.
Borde superior
Se compone de 2 eminencias, una anterior denominada apófisis coronoides (dónde se inserta el músculo temporal) y una posterior llamada cóndilo mandibular (que se articula con la cavidad glenoidea y forma la articulación temporomandibular) separados por la escotadura sigmoidea (por donde pasan los nervios maseterinos).

## Galería de imágenes

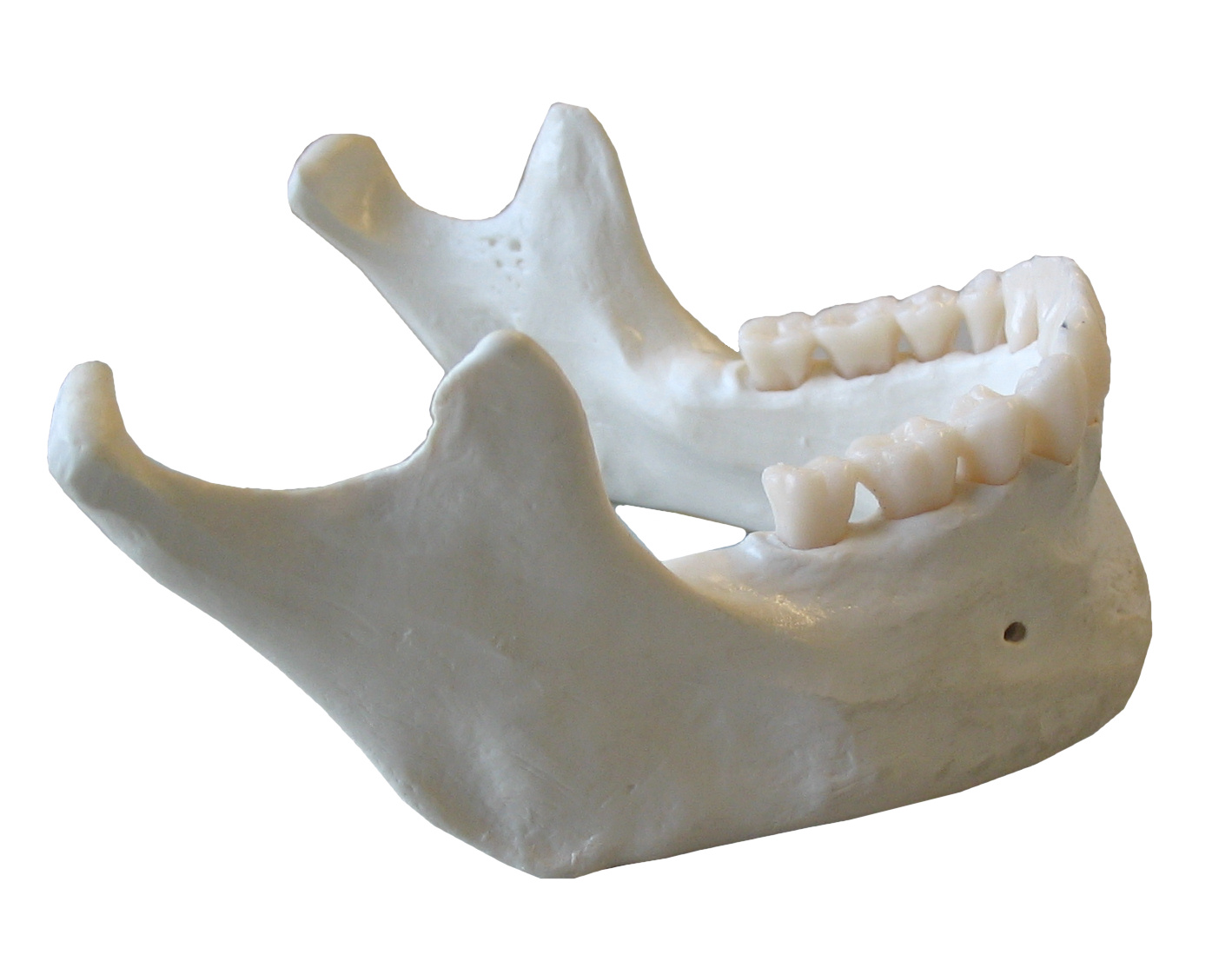
Mandíbula humana, vista lateral.
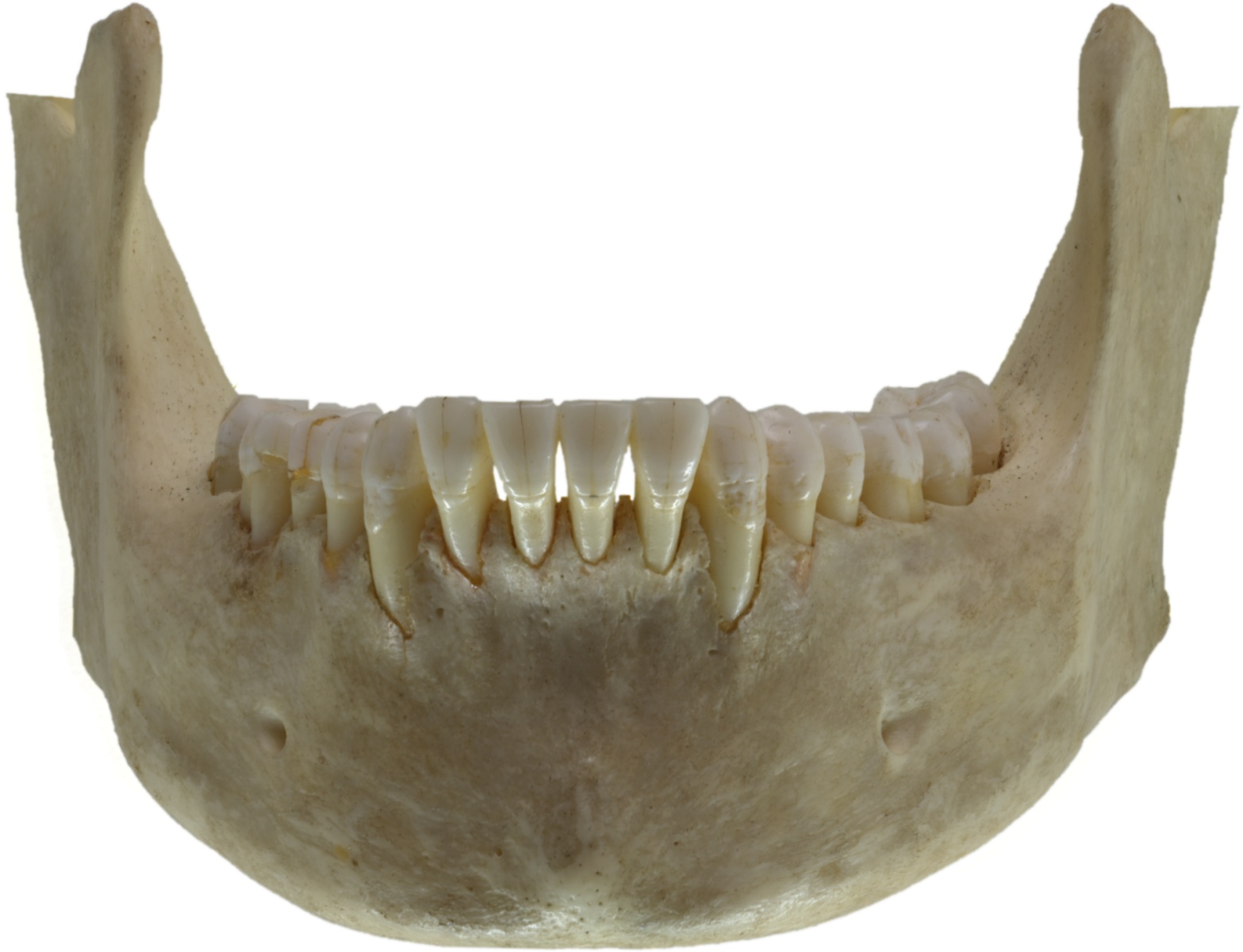
Mandíbula humana, vista anterior.
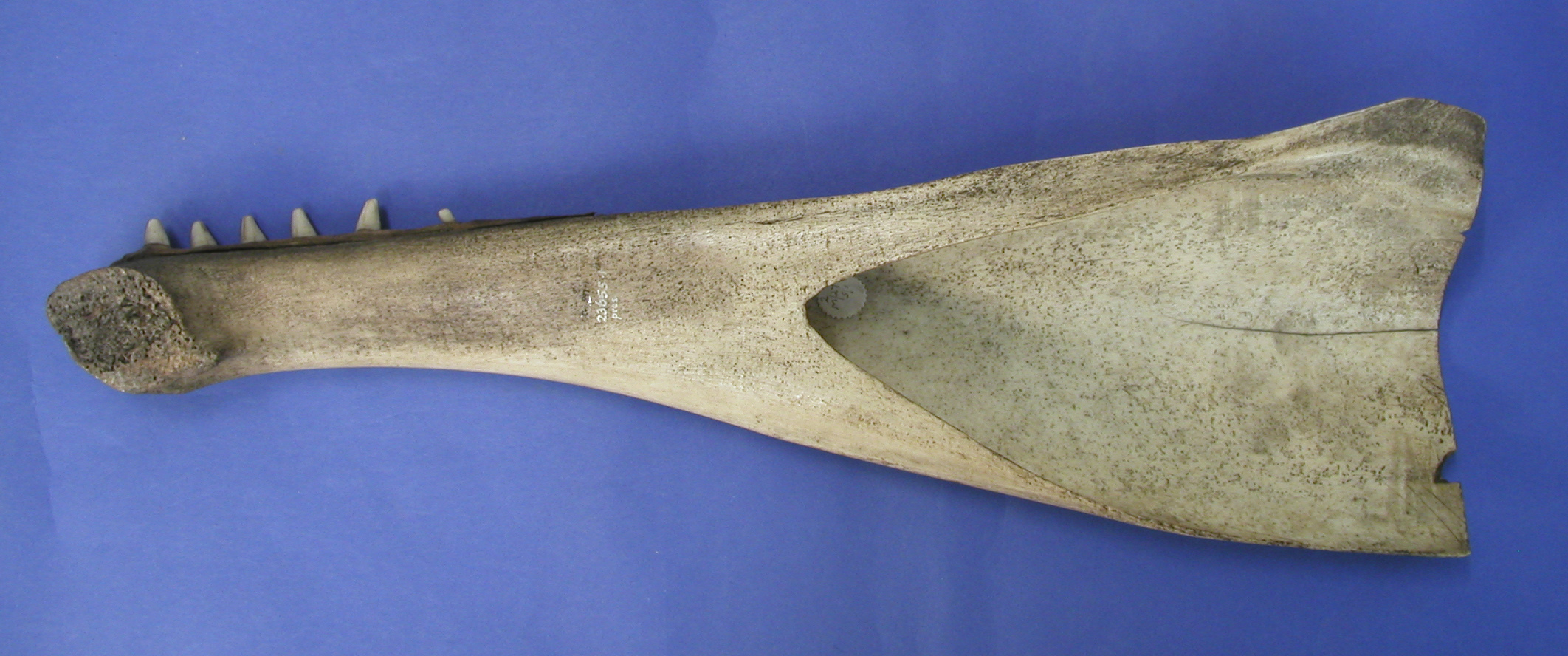
Hemimandíbula de una ballena
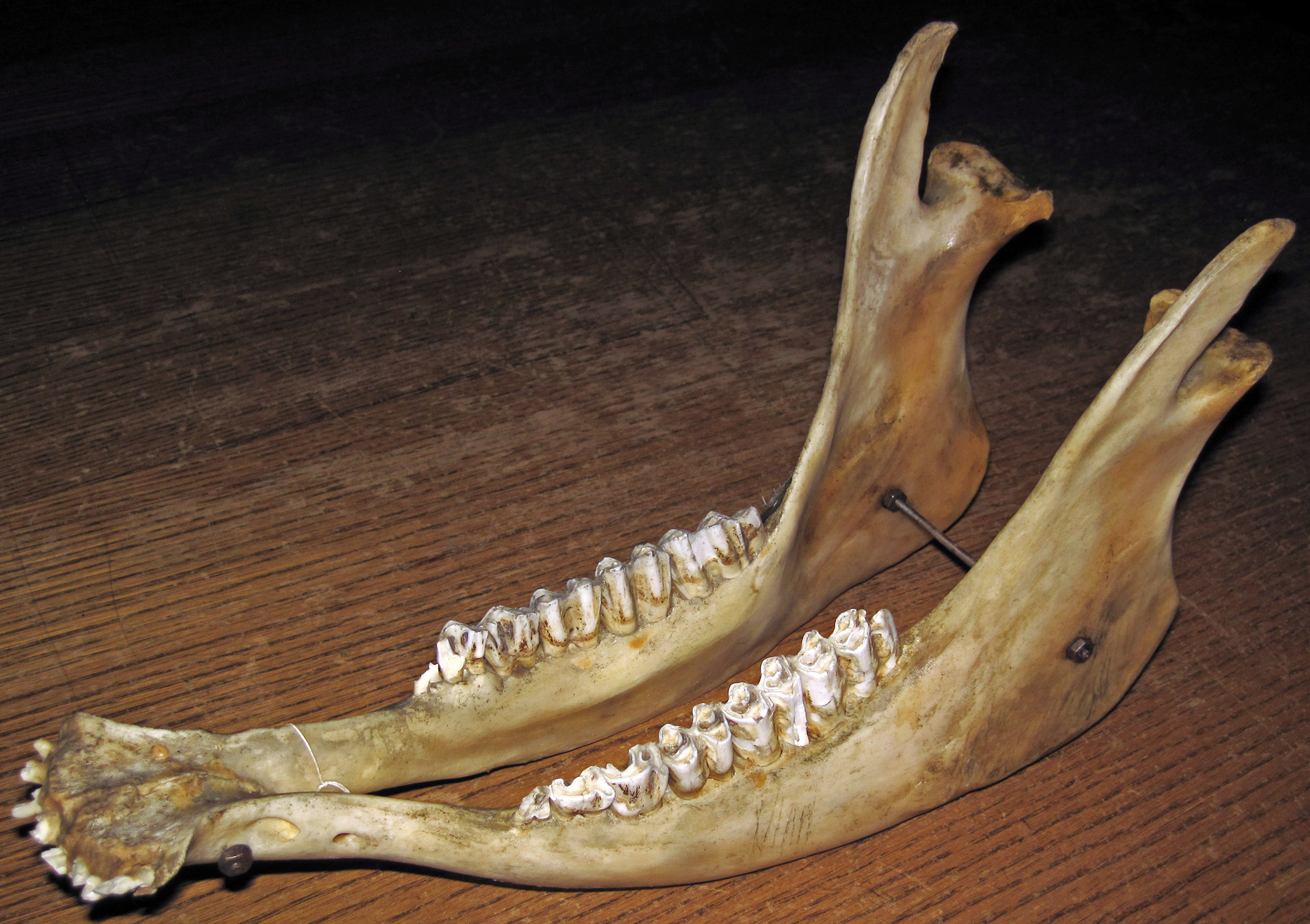
Mandíbula de un toro
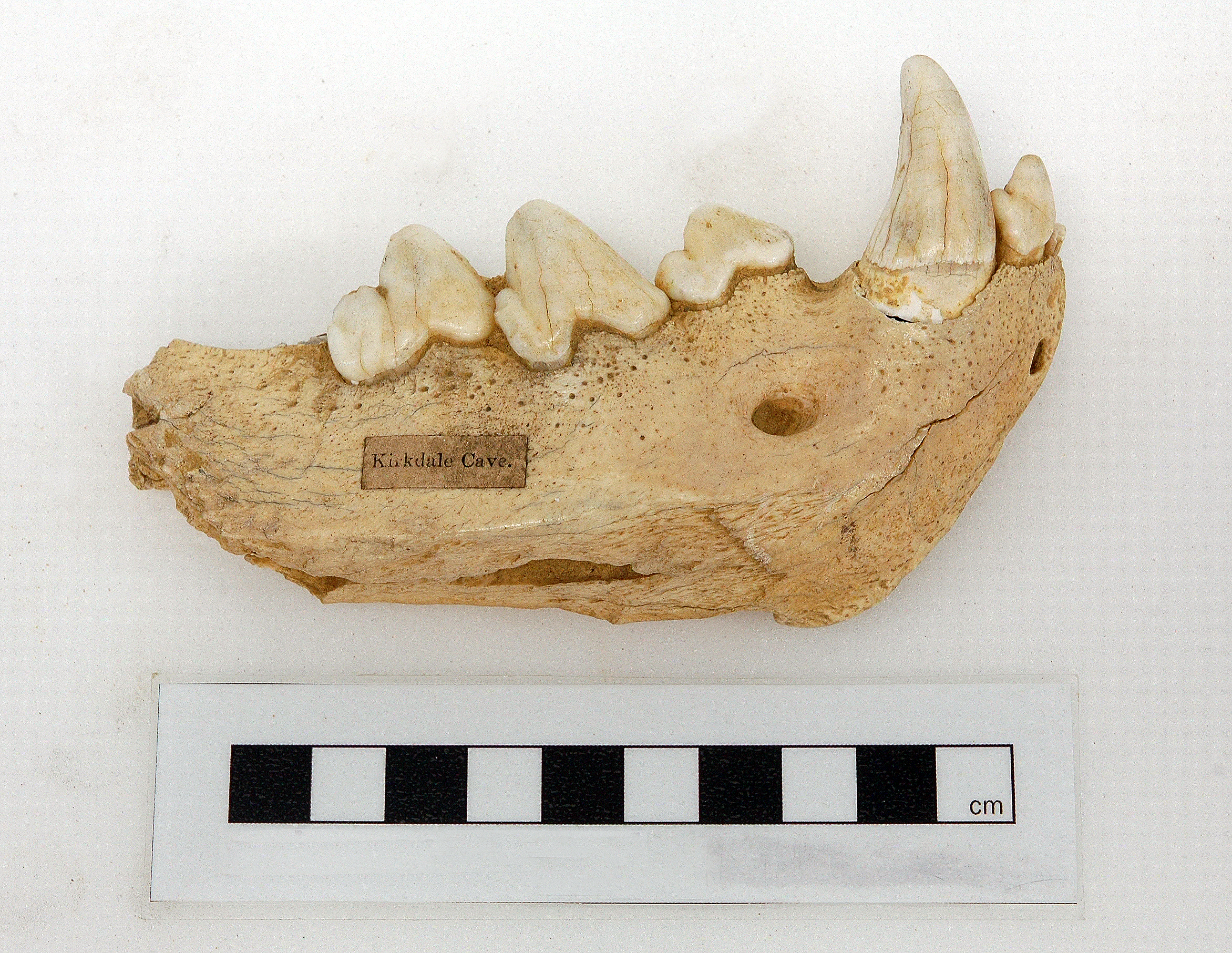
Hemimandíbula fósil de una hiena